# Роман Адам Санґушко
Князь Роман Адам Станіслав Санґушко (пол. Roman Adam Stanisław Sanguszko; * 24 квітня (6 травня) 1800, Антоніни — † 26 березня 1881, Славута) — офіцер, учасник Листопадового повстання 1830—1831 років.

## Біографія
Виховання мав вдома. У 1818 р. разом з братом Владиславом був відправлений навчатись у Берлінський університет, де слухав виклади Г. Гегеля. Повернувся додому 1820 р., бо цар Олександр захотів, щоб один з Санґушків вступив до війська царського; став кавалергардом. Через 3 роки подав у відставку (корнет), у 1823—1825 р. із братом подорожував Європою. Після повернення управляв батьківськими маєтками в Росії (ключі заславський, славутський, білогородський — всього 4 міста, 95 сіл).
14(26) травня 1829 року у Варшаві одружився з Наталією Потоцькою з Вілянува. Згідно зі спогадами матері нареченого, він одружився не з любові, а з переконання, що «Наталія Потоцька для нього найпридатніша жінка. Любов народилася вже після весілля, поєднавшись з повагою, коли Роман Санґушко побачив, що його дружина поєднує незвичайну красу з прекрасним характером» .
31 березня 1830 року в них народилася донька Марія Климентина, 17 листопада 1830 року померла дружина Романа.
Роман Санґушко взяв участь у польському повстанні 1830—1831 років, в лютому і березні 1831 р. їздив до Тарнува та Львова з'ясувати позицію Австрії щодо повстання. На початку березня 1831 р. яе капітан вступив до лав Війська Польського, став адютантом начального польового командувача генерала Яна Скжшинєцкі. 3 травня призначений до штабу генерала Войцеха Хжановскі. Брав участь у битві 10 травня під Любартовом. 25 травня отримав золотий хрест «Віртуті Мілітарі». 16 червня призначений до штабу генерала Антонія Янковскі. 19 червня був висланий шефом з Сирокомлі до генерала Людвіка Буковскі, під Рудою потрапив до рук драгунів каргопольських генерала Плахова.
У полоні називався Любартовичем, навіть деякі поляки не знали цього. Була загроза страти через попередню службу в російській армії; під час допиту на суді відповів, що брав участь в повстанні через переконання.
Заарештований миколаївською владою, він відмовився від можливості врятуватися, пояснивши свою участь у повстанні відчаєм після смерті дружини. Санґушко заявив, що приєднався до бунтівників «з любові до батьківщини», щоб сприяти її відродженню. За особистим наказом царя він був позбавлений дворянства і всіх прав стану, відправлений до Сибіру, причому весь шлях повинен був пройти пішки в кайданах (маленька дочка залишилася у його батьків).
Разом з декабристами і польськими повстанцями Р. Санґушко спочатку був у Сибіру (1832 р., Тобольськ), а потім рядовим солдатом на Кавказі з 1834 р. (під жандармським ескортом привезений до ТИфлісу в квітні). Служив у Геленджику, був 2 рази поранений, лікувався влітку 1836, 37 р. в П'ятигорську. У 1838 р. мав 4-місячну відпустку, відвідав Славуту; повторно приїхав в грудні 1839, був до червня 1840 р.
1838 р. отримав хрест св. Станіслава, аванс на підпоручника, відновлення прав цивільних, шляхетства. 1838 р. був переведений зі Ставрополя До Москви, через 2 роки переведений на цивільну службу)за Зигмунтом Феліньським, був квартальним у поліції Москви). Впав зі схарапудженого коня (який протягнув його бруківкою), потім оглух. 12 травня 1842 р. отримав дозвіл від царя на виїзд за кордон.

## Після заслання
У березні 1845 року повернувся на Волинь і став просити відставки за станом здоров'я. Будучи розпорядником славутських маєтків до шлюбу доньки у 1851 р. (для уникнення можливості ризику їх втрати права надали доньці Марії Климентині), позбавлений княжого і дворянського титулів, запровадив систему сівозмін на полях, розробив план раціонального використання лісів, завів обширні розсадники для вирощування молодняку дерев, розбив ліси на сектори, намагаючись зберегти ліси, купляв дрова на стороні для потреб фабрик і заводів. Князь Роман заснував цукроваріння на Волині, для чого побудував 5 цукрових заводів, у тому числі Клембівський, Антонінський та рафінадний комбінат у Шепетівці. У 1857 р. цар Олександр ІІ повернув йому княжий титул. Славутчани знали його як Романа Старшого.
Купив маєток в Шаргороді у Єжи Генрика Любомирського, після смерті кузинки Климентини з Санґушків отримав права на заславський ключ. Під Бачманівкою збудував іподром, де проходи перегони. У 1866 р. перевіз родовий архів із Заслава до Славути. Викупив частину архіву Миколая Потоцького з Тульчина.
Помер у Славуті, там був похований.